# David Valero
David Valero (Baza, 27 de dezembro de 1988) é um ciclista espanhol.
Ele conquistou o bronze no cross-country nos Jogos Olímpicos de 2020 em Tóquio. Ele estava na lista de partida para o Campeonato Europeu de Cross-country de 2018 e terminou em terceiro.